# Roanoke (Wirginia)

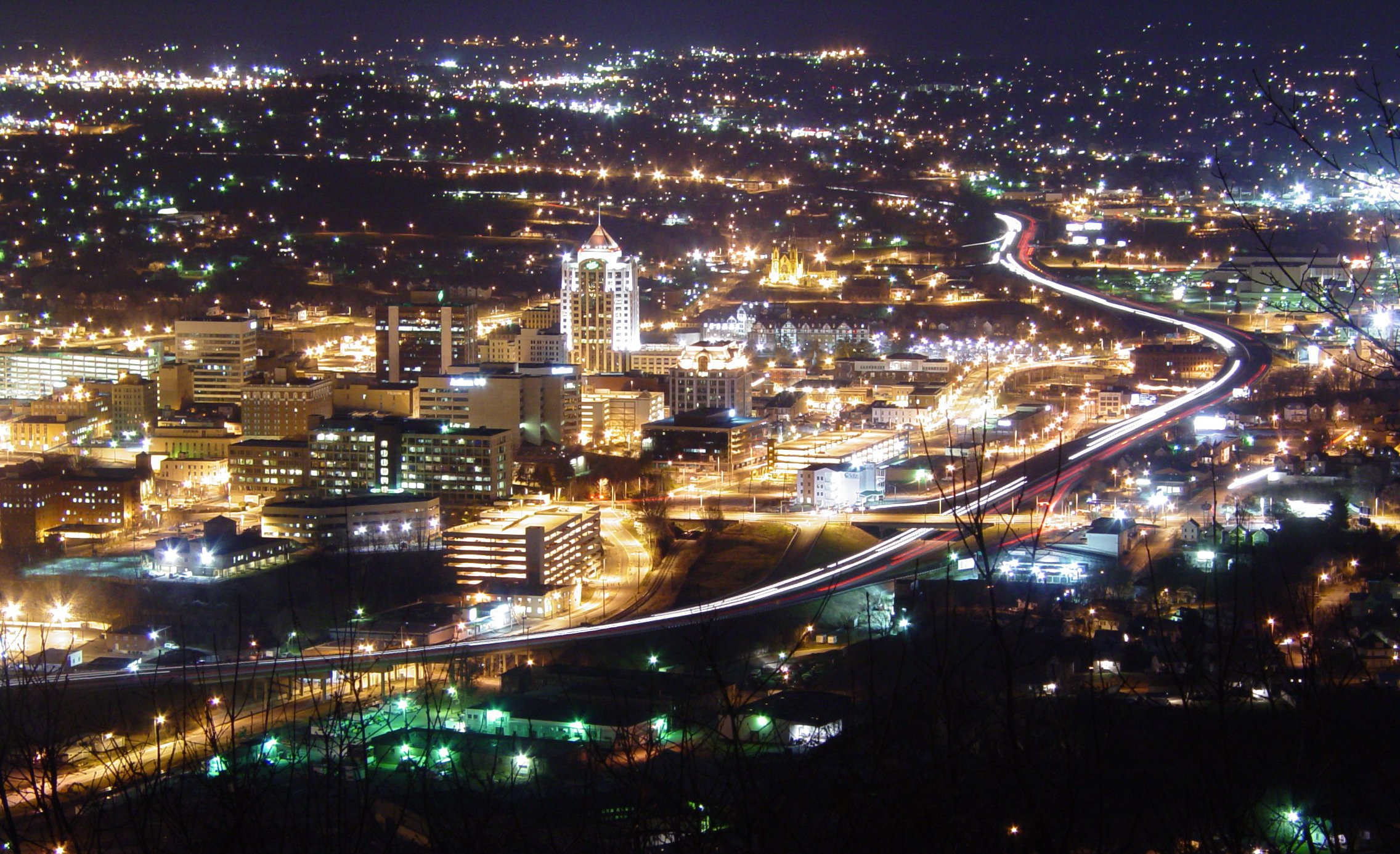
Roanoke w nocy

Roanoke – miasto w Stanach Zjednoczonych, w zachodniej części stanu Wirginia, nad rzeką Roanoke. Miasto właściwe ma 99 920 mieszkańców (dane z 2018), a jego obszar metropolitalny około 293 tys. (szacunek na 2005).
W mieście rozwinął się przemysł meblarski, chemiczny, samochodowy oraz metalowy.

## Miasta partnerskie
- Florianópolis, Brazylia
- Kisumu, Kenia
- Lijiang, Chińska Republika Ludowa
- Psków, Rosja
- Saint-Lô, Francja
- Wonju, Korea Południowa
- Opole, Polska